# Lézan
Lézan est une commune française située dans le centre du département du Gard, en région Occitanie.
Exposée à un climat méditerranéen, elle est drainée par le Gard et par deux autres cours d'eau. La commune possède un patrimoine naturel remarquable composé de deux zones naturelles d'intérêt écologique, faunistique et floristique.
Lézan est une commune rurale qui compte 1 580 habitants en 2022, après avoir connu une forte hausse de la population depuis 1968.  Elle fait partie de l'aire d'attraction d'Alès. Ses habitants sont appelés les Lézannais ou Lézannaise.
Le patrimoine architectural de la commune comprend un immeuble protégé au titre des monuments historiques : le château, inscrit en 1998.

## Géographie
|                         | Boisset-et-Gaujac , Ribaute-les-Tavernes | Cardet   |
| Massillargues-Attuech   | Lézan                                    |          |
| Canaules-et-Argentières |                                          | Lédignan |

### Climat
Pour des articles plus généraux, voir Climat de l'Occitanie et Climat du Gard.
En 2010, le climat de la commune est de type climat méditerranéen franc, selon une étude s'appuyant sur une série de données couvrant la période 1971-2000. En 2020, Météo-France publie une typologie des climats de la France métropolitaine dans laquelle la commune est exposée à un climat méditerranéen et est dans la région climatique Provence, Languedoc-Roussillon, caractérisée par une pluviométrie faible en été, un très bon ensoleillement (2 600 h/an), un été chaud (21,5 °C), un air très sec en été, sec en toutes saisons, des vents forts (fréquence de 40 à 50 % de vents > 5 m/s) et peu de brouillards.
Pour la période 1971-2000, la température annuelle moyenne est de 13,9 °C, avec une amplitude thermique annuelle de 17,4 °C. Le cumul annuel moyen de précipitations est de 926 mm, avec 6,8 jours de précipitations en janvier et 3,2 jours en juillet. Pour la période 1991-2020, la température moyenne annuelle observée sur la station météorologique la plus proche, située sur la commune de Cardet à 3 km à vol d'oiseau, est de 14,6 °C et le cumul annuel moyen de précipitations est de 974,6 mm,. Pour l'avenir, les paramètres climatiques de la commune estimés pour 2050 selon différents scénarios d’émission de gaz à effet de serre sont consultables sur un site dédié publié par Météo-France en novembre 2022.

### Milieux naturels et biodiversité
L’inventaire des zones naturelles d'intérêt écologique, faunistique et floristique (ZNIEFF) a pour objectif de réaliser une couverture des zones les plus intéressantes sur le plan écologique, essentiellement dans la perspective d’améliorer la connaissance du patrimoine naturel national et de fournir aux différents décideurs un outil d’aide à la prise en compte de l’environnement dans l’aménagement du territoire. 
Une ZNIEFF de type 1 est recensée sur la commune :
le « Gardon d'Anduze et Gardon » (461 ha), couvrant 11 communes du département et une ZNIEFF de type 2, : 
la « vallée moyenne des Gardons » (1 848 ha), couvrant 24 communes du département. 

Carte des ZNIEFF de type 1 et 2 à Lézan.
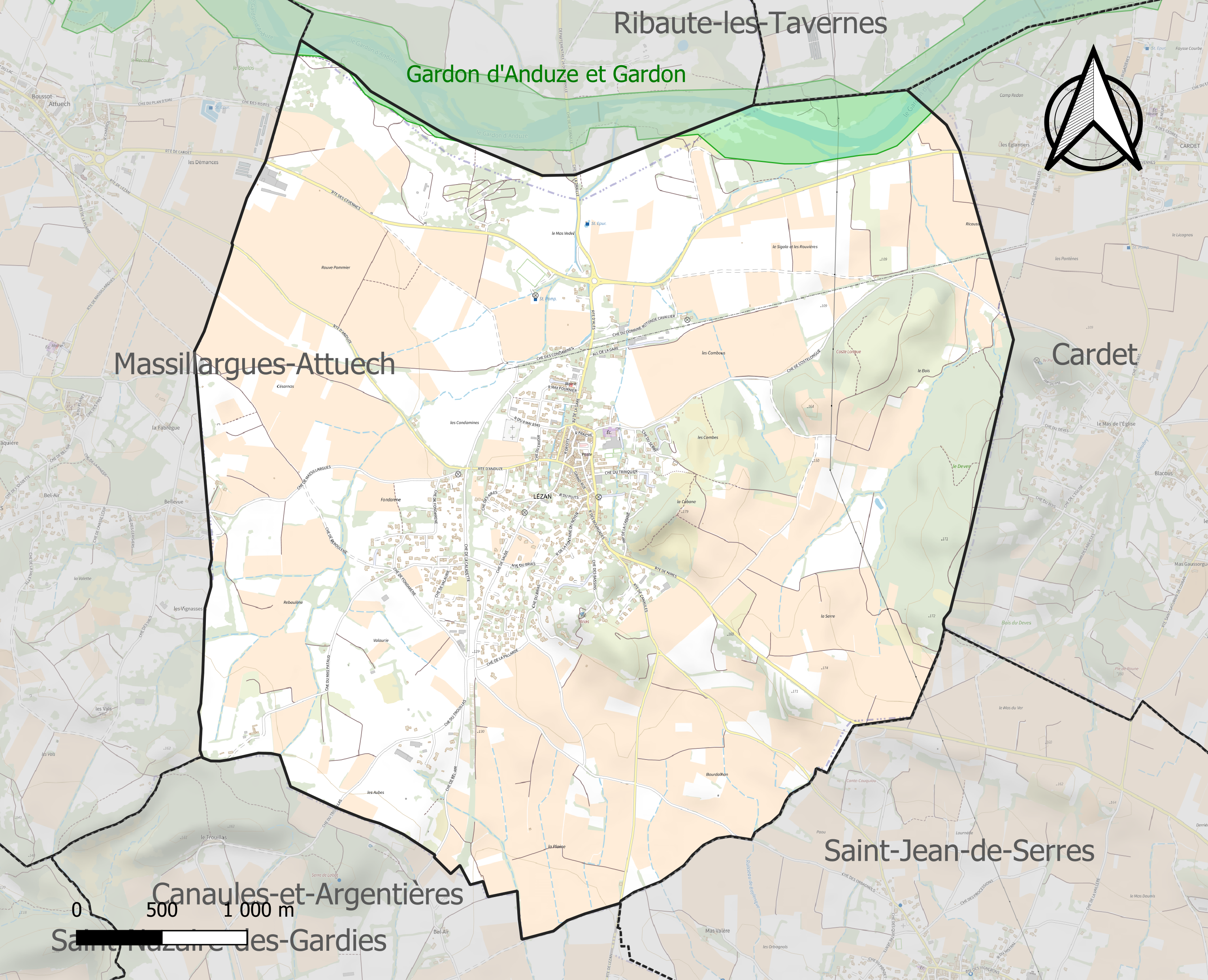
Carte de la ZNIEFF de type 1 sur la commune.
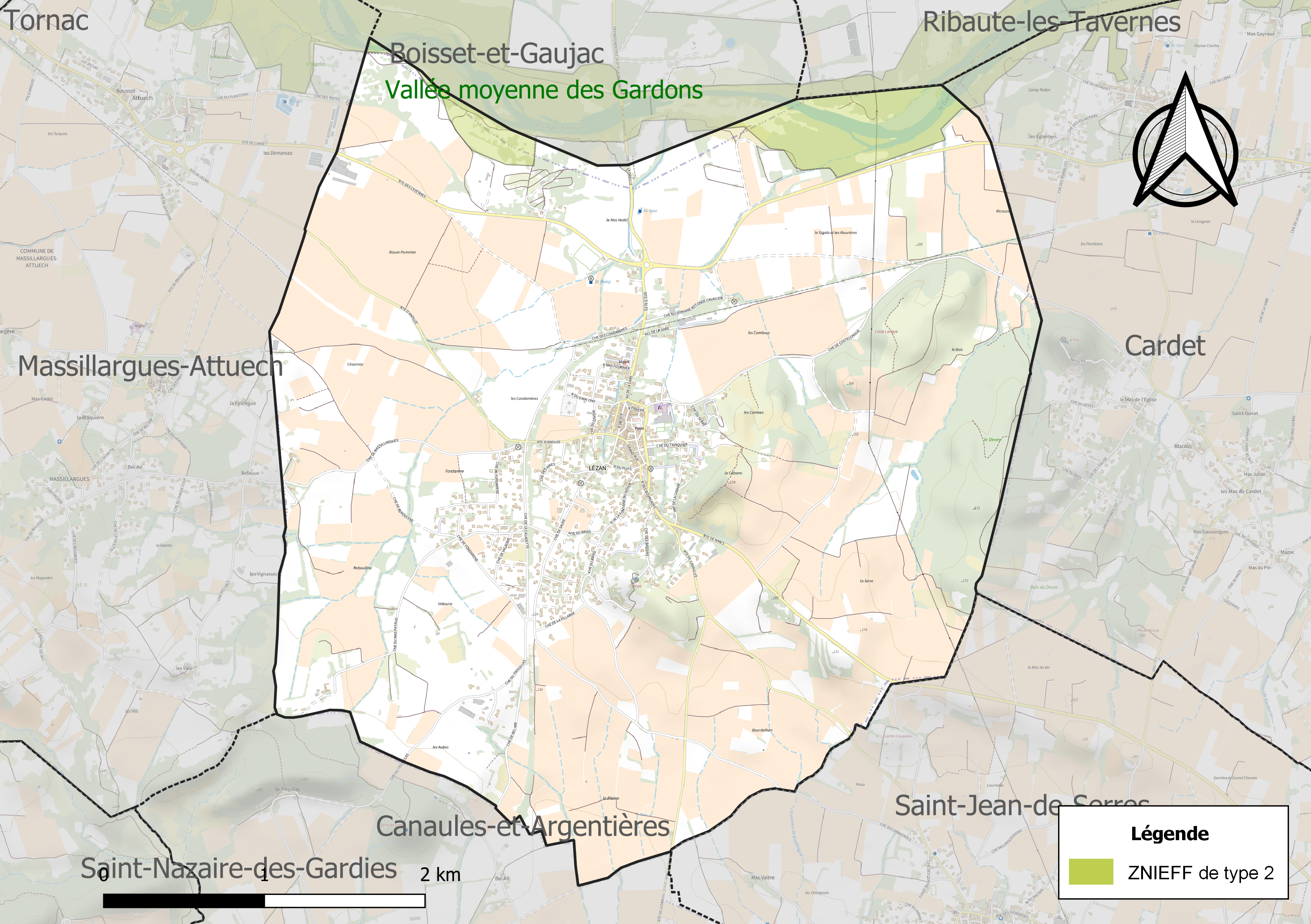
Carte de la ZNIEFF de type 2 sur la commune.

## Urbanisme

### Typologie
Au 1er janvier 2024, Lézan est catégorisée bourg rural, selon la nouvelle grille communale de densité à sept niveaux définie par l'Insee en 2022.
Elle est située hors unité urbaine. Par ailleurs la commune fait partie de l'aire d'attraction d'Alès, dont elle est une commune de la couronne,. Cette aire, qui regroupe 64 communes, est catégorisée dans les aires de 50 000 à moins de 200 000 habitants,.

### Occupation des sols
L'occupation des sols de la commune, telle qu'elle ressort de la base de données européenne d’occupation biophysique des sols Corine Land Cover (CLC), est marquée par l'importance des territoires agricoles (80,7 % en 2018), en diminution par rapport à 1990 (84,7 %). La répartition détaillée en 2018 est la suivante : 
cultures permanentes (59,4 %), zones agricoles hétérogènes (21,3 %), zones urbanisées (9,2 %), forêts (6,9 %), milieux à végétation arbustive et/ou herbacée (3,3 %). L'évolution de l’occupation des sols de la commune et de ses infrastructures peut être observée sur les différentes représentations cartographiques du territoire : la carte de Cassini (XVIIIe siècle), la carte d'état-major (1820-1866) et les cartes ou photos aériennes de l'IGN pour la période actuelle (1950 à aujourd'hui).

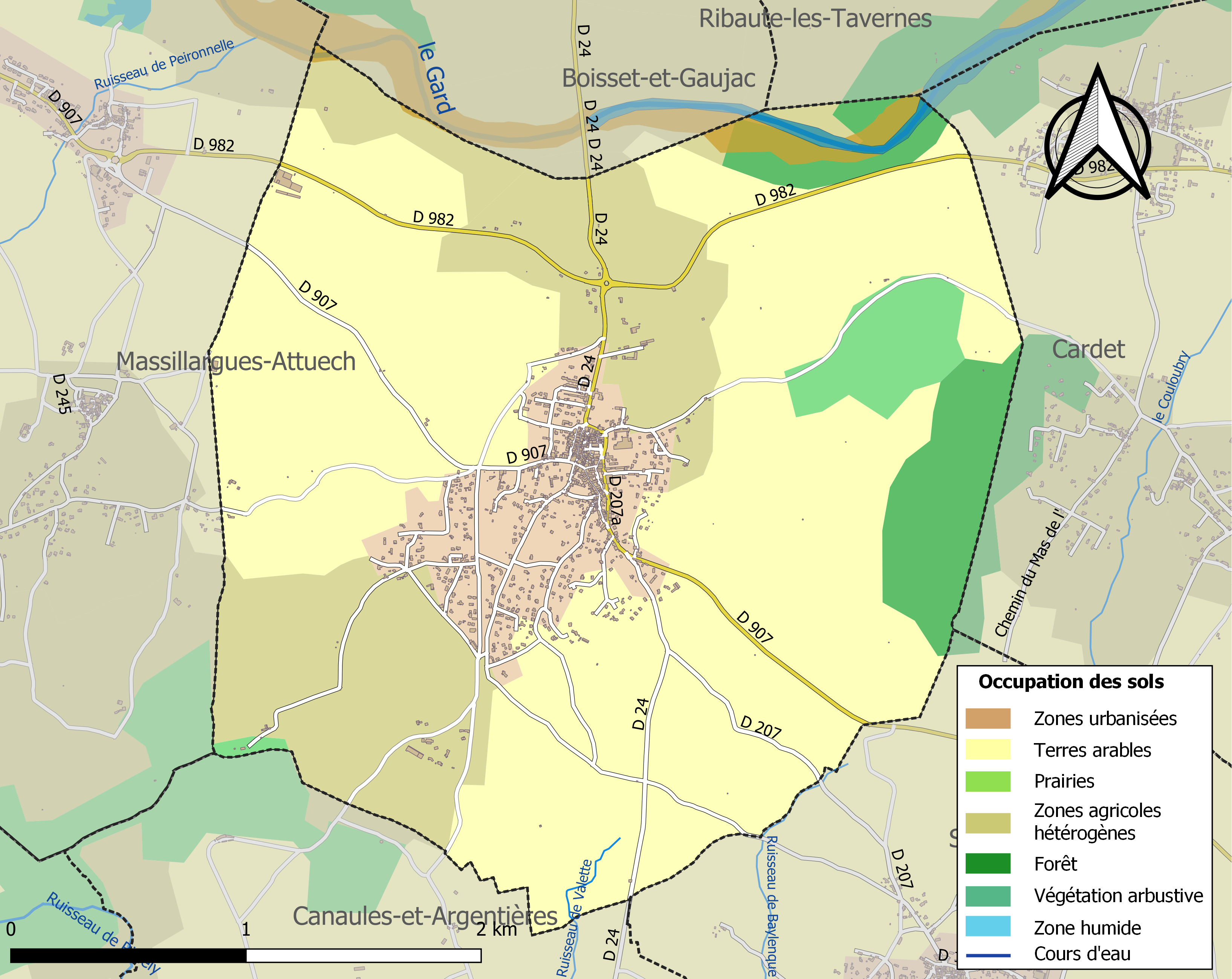
Carte des infrastructures et de l'occupation des sols de la commune en 2018 (CLC).

### Risques majeurs
Le territoire de la commune de Lézan est vulnérable à différents aléas naturels : météorologiques (tempête, orage, neige, grand froid, canicule ou sécheresse), inondations, feux de forêts et séisme (sismicité faible). Un site publié par le BRGM permet d'évaluer simplement et rapidement les risques d'un bien localisé soit par son adresse soit par le numéro de sa parcelle.
La commune fait partie du territoire à risques importants d'inondation (TRI) d'Alès, regroupant 37 communes autour d'Alès, un des 31 TRI qui ont été arrêtés fin 2012 sur le bassin Rhône-Méditerranée, retenu au regard des risques de débordements de la Cèze et des Gardons. Parmi les dernières crues significatives qui ont touché le territoire figurent celles de 1958 et de septembre 2002. Des cartes des surfaces inondables ont été établies pour trois scénarios : fréquent (crue de temps de retour de 10 ans à 30 ans), moyen (temps de retour de 100 ans à 300 ans) et extrême (temps de retour de l'ordre de 1 000 ans, qui met en défaut tout système de protection),. La commune a été reconnue en état de catastrophe naturelle au titre des dommages causés par les inondations et coulées de boue survenues en 1982, 1983, 1987, 1992, 1993, 1995, 1997, 2001, 2002, 2006, 2010, 2014, 2015 et 2020,.

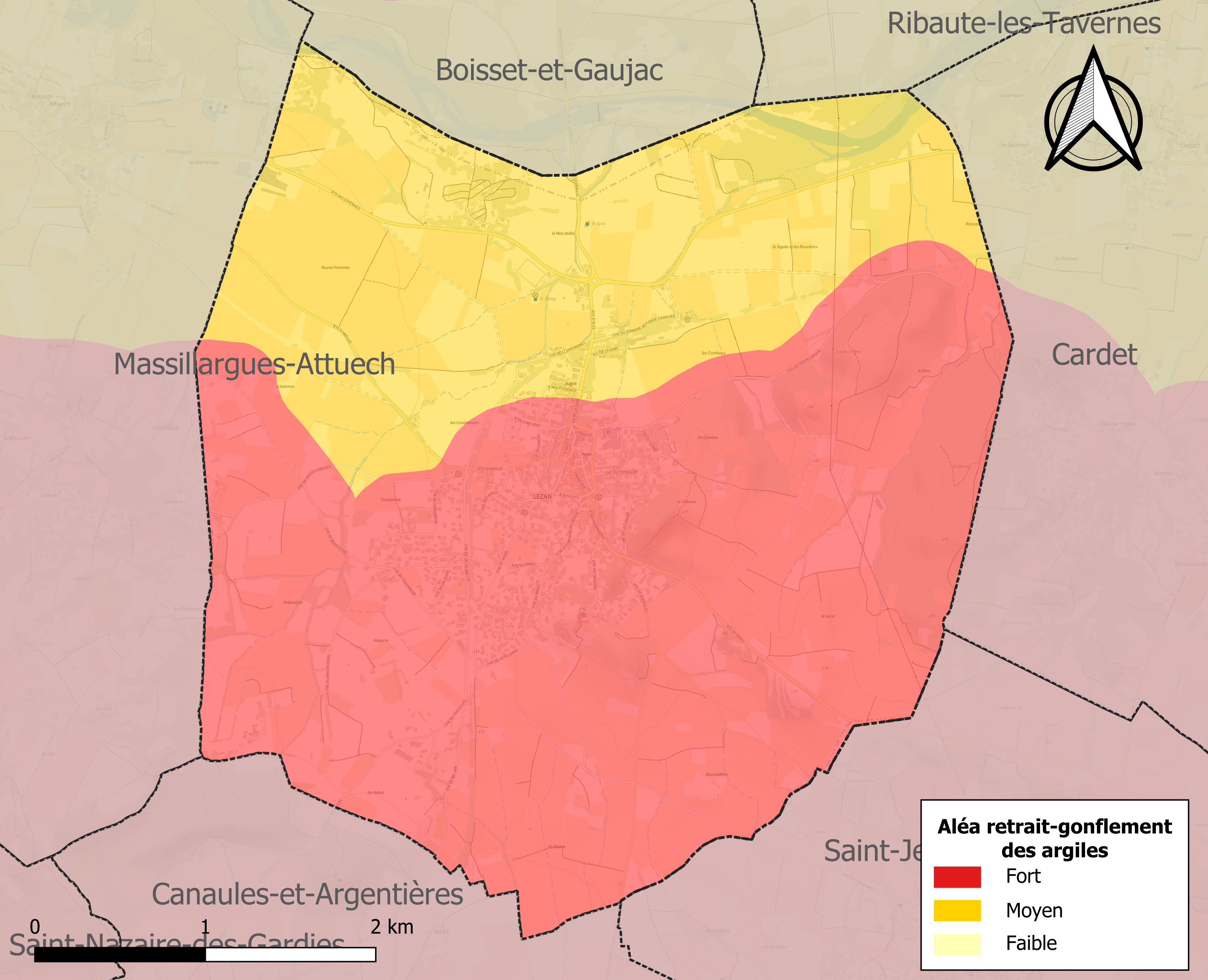
Carte des zones d'aléa retrait-gonflement des sols argileux de Lézan.

Le retrait-gonflement des sols argileux est susceptible d'engendrer des dommages importants aux bâtiments en cas d’alternance de périodes de sécheresse et de pluie. La totalité de la commune est en aléa moyen ou fort (67,5 % au niveau départemental et 48,5 % au niveau national). Sur les 612 bâtiments dénombrés sur la commune en 2019, 612 sont en aléa moyen ou fort, soit 100 %, à comparer aux 90 % au niveau départemental et 54 % au niveau national. Une cartographie de l'exposition du territoire national au retrait gonflement des sols argileux est disponible sur le site du BRGM,.
Par ailleurs, afin de mieux appréhender le risque d’affaissement de terrain, l'inventaire national des cavités souterraines permet de localiser celles situées sur la commune.
Concernant les mouvements de terrains, la commune a été reconnue en état de catastrophe naturelle au titre des dommages causés par la sécheresse en 2016, 2017 et 2019 et par des mouvements de terrain en 1983.

## Toponymie
Provençal Lezan, du roman Lezan, du bas latin Lezanum.

## Histoire

### Moyen Âge
Le village est mentionné en 1273, Lezanum dans le cartulaire de l'abbaye de Franquevaux.

### Époque contemporaine
En août 2011, Lézan a accueilli un événement de trois jours nommé « Énergies pour la planète », qui a accueilli environ 15 000 participants.

## Politique et administration

### Liste des maires
| Période                                  | Période  | Identité          | Étiquette | Qualité     |
| ---------------------------------------- | -------- | ----------------- | --------- | ----------- |
|                                          |          | Siméon Claris     |           |             |
| 1927                                     | 1935     | Alexandre Fermaud |           |             |
| 1935                                     | 1939     | Louis Perrier     |           |             |
| 1939                                     | 1941     | Bernard Mouret    |           |             |
| 1941                                     | 1944     | Gaston Lahondes   |           |             |
| 1944                                     | 1947     | Jean Bonifas      |           |             |
| 1947                                     | 1948     | Fernand Fossat    |           |             |
| 1948                                     | 1953     | Jacques Fiat      |           |             |
| 1953                                     | 1963     | Abel Bouvier      |           |             |
| 1964                                     | 1983     | Maurice Fossat    |           |             |
| 1983                                     | 1985     | Luc Sauvaire      |           |             |
| 1985                                     | 1995     | Maurice Fossat    |           |             |
| 1995                                     | 2008     | Patrick Fesquet   | DVG       |             |
| 2008                                     | 2009     | Christian Danis   |           |             |
| 2010                                     | En cours | Éric Torreilles   | SE        | Agriculteur |
| Les données manquantes sont à compléter. |          |                   |           |             |

## Population et société

### Démographie
L'évolution du nombre d'habitants est connue à travers les recensements de la population effectués dans la commune depuis 1793. Pour les communes de moins de 10 000 habitants, une enquête de recensement portant sur toute la population est réalisée tous les cinq ans, les populations de référence des années intermédiaires étant quant à elles estimées par interpolation ou extrapolation. Pour la commune, le premier recensement exhaustif entrant dans le cadre du nouveau dispositif a été réalisé en 2006.

En 2022, la commune comptait 1 580 habitants, en évolution de +2,13 % par rapport à 2016 (Gard : +2,97 %, France hors Mayotte : +2,11 %).
| 1793 | 1800 | 1806 | 1821 | 1831 | 1836 | 1841 | 1846 | 1851 |
| ---- | ---- | ---- | ---- | ---- | ---- | ---- | ---- | ---- |
| 762  | 670  | 651  | 720  | 805  | 792  | 784  | 777  | 818  |

| 1856 | 1861 | 1866 | 1872 | 1876 | 1881 | 1886 | 1891 | 1896 |
| ---- | ---- | ---- | ---- | ---- | ---- | ---- | ---- | ---- |
| 753  | 739  | 735  | 728  | 739  | 744  | 686  | 677  | 709  |

| 1901 | 1906 | 1911 | 1921 | 1926 | 1931 | 1936 | 1946 | 1954 |
| ---- | ---- | ---- | ---- | ---- | ---- | ---- | ---- | ---- |
| 771  | 778  | 747  | 679  | 683  | 666  | 652  | 666  | 648  |

| 1962 | 1968 | 1975 | 1982 | 1990 | 1999 | 2006  | 2011  | 2016  |
| ---- | ---- | ---- | ---- | ---- | ---- | ----- | ----- | ----- |
| 691  | 665  | 685  | 734  | 870  | 980  | 1 207 | 1 542 | 1 547 |

| 2021  | 2022  | - | - | - | - | - | - | - |
| ----- | ----- | - | - | - | - | - | - | - |
| 1 557 | 1 580 | - | - | - | - | - | - | - |

### Santé
Lézan est doté d'un regroupement médical comprenant deux médecins, un kinésithérapeute, une pharmacie, des dentistes et prothésistes dentaires et des ambulances.

### Cultes
Les membres de l'église catholique ont un lieu de culte à Lézan, l'église Saint-Pierre Saint-Paul. La communauté protestante dispose d'un temple, pour se réunir.

### Agriculture

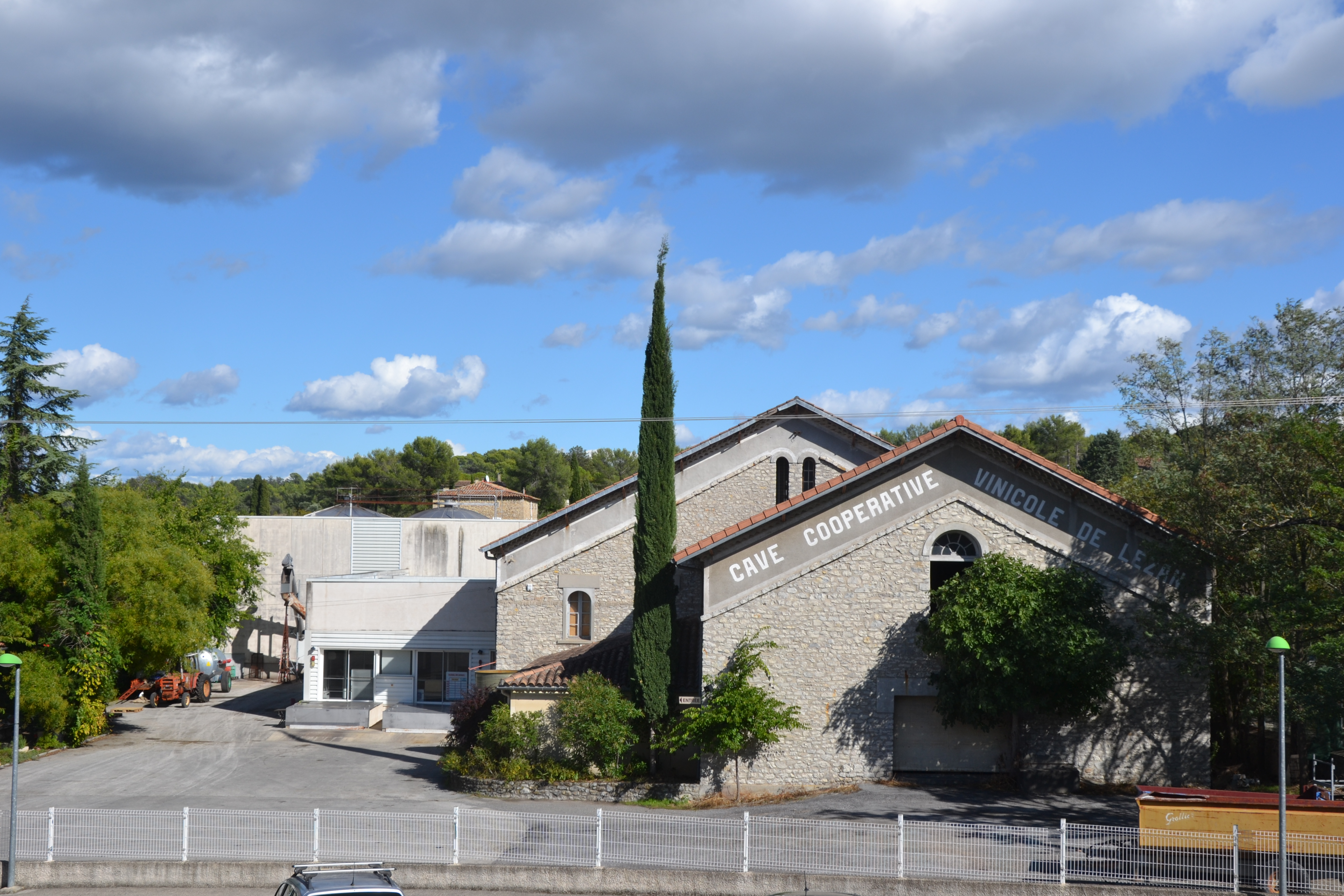
Cave coopérative de Lézan

## Culture locale et patrimoine

### Édifices civils

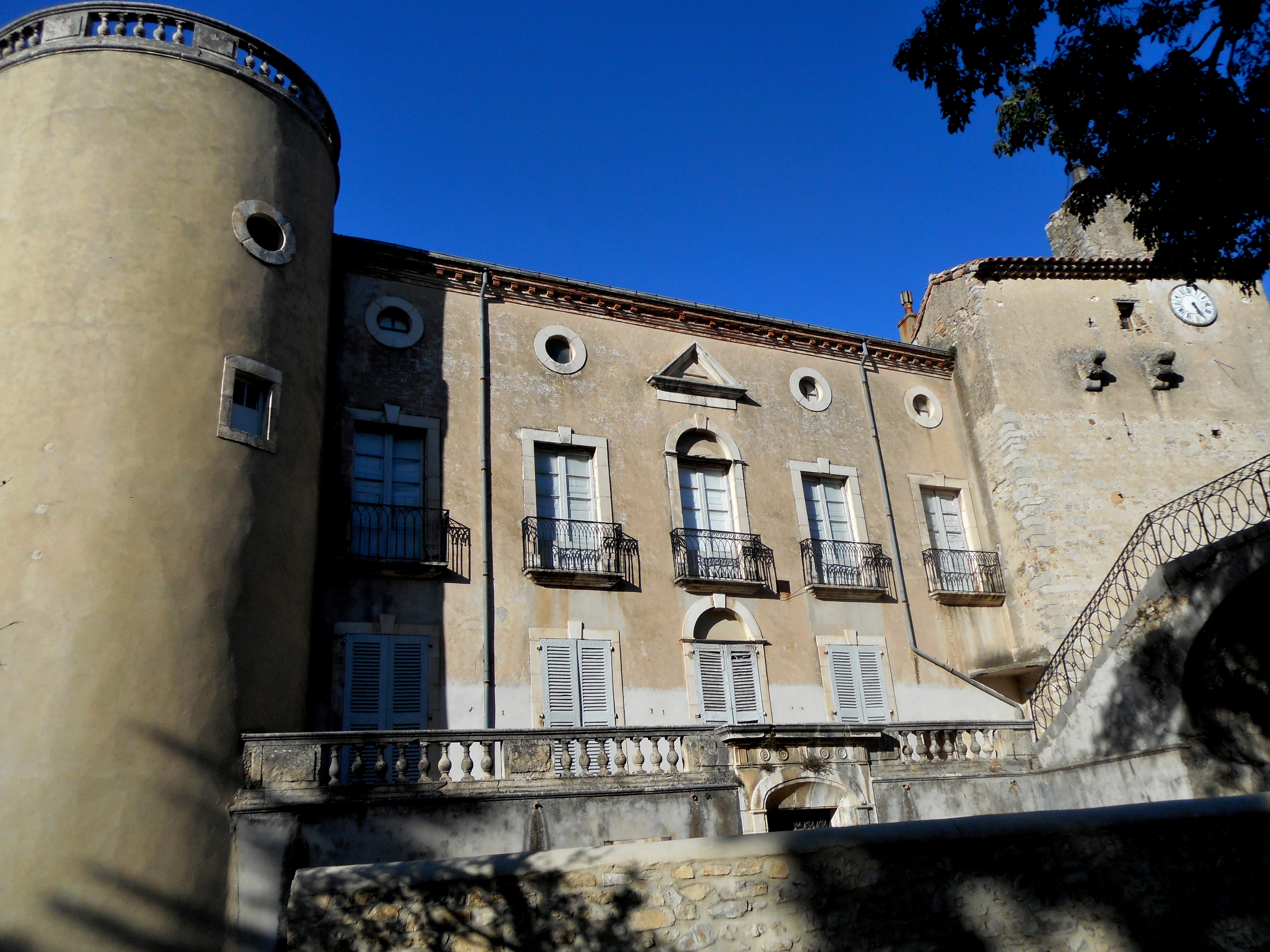
Château de LEZAN

- Château de Lézan  Inscrit MH (1998)[27].
- Remparts
- Porte
- Puits
- La tour de l'Horloge
- Pont de Lézan

### Édifices religieux
- Temple protestant de Lézan.
- Église Saint-Pierre-et-Saint-Paul de Lézan.

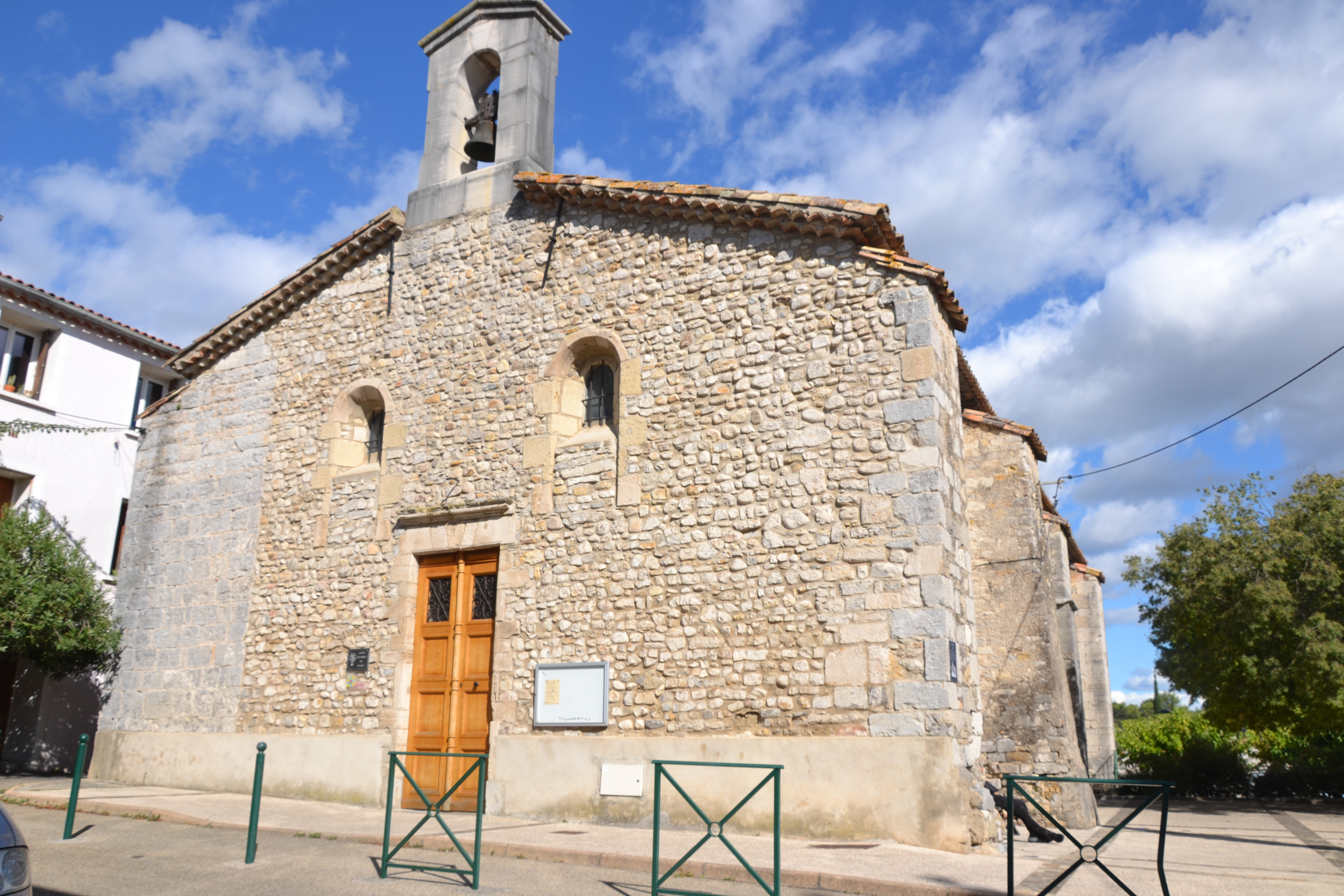
Temple protestant de Lézan
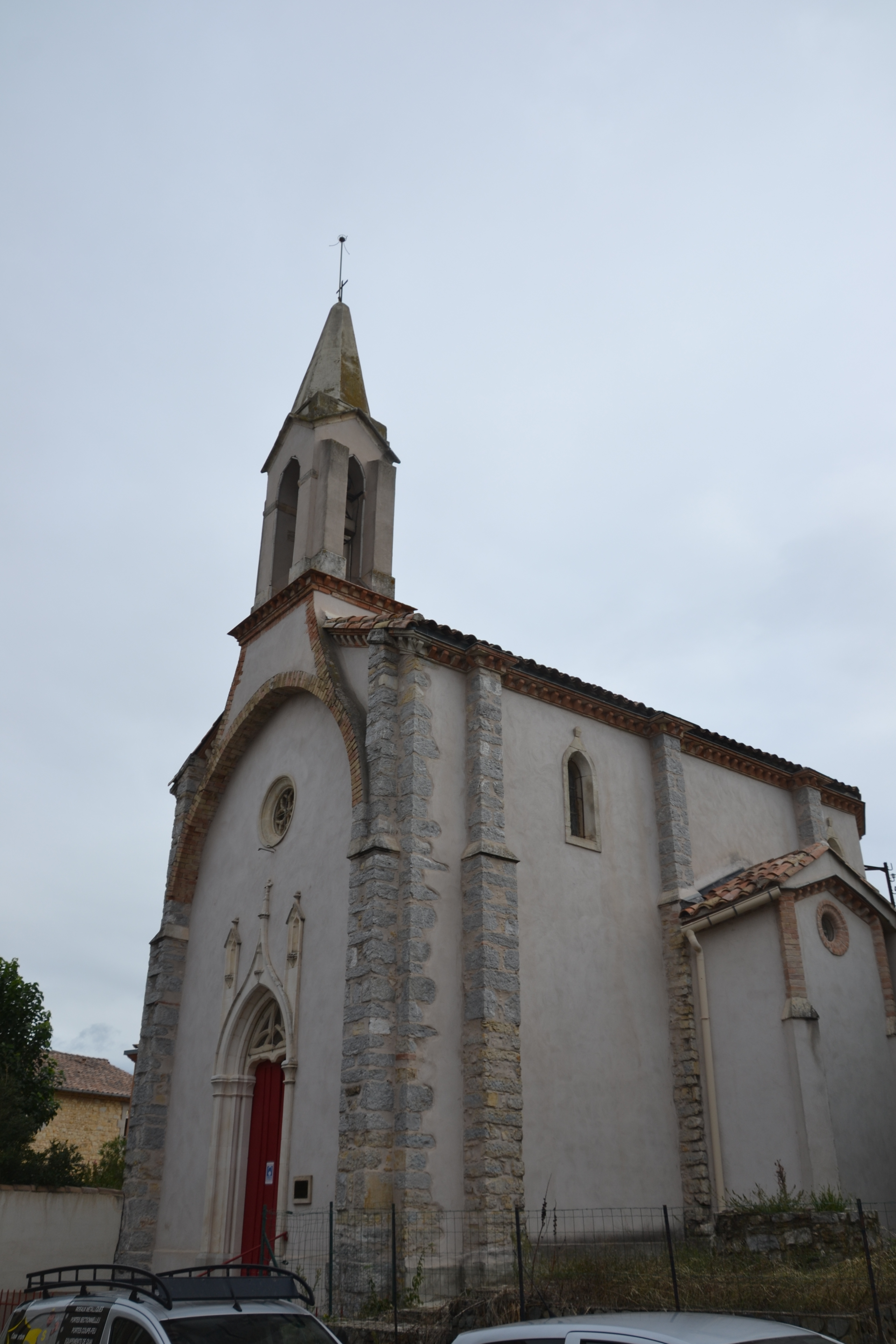
église Saint-Pierre Saint-Paul

## Héraldique
| Blason de Lézan | Blason  | D'azur, à deux pilotis d'or, celui de dextre tournant vers l'angle du chef de l'écu et crénelé de sept créneaux d'or. |
| Blason de Lézan | Détails | Le statut officiel du blason reste à déterminer.                                                                      |